# 096型原子力潜水艦
096型原子力潜水艦（096がたげんしりょくせんすいかん、唐級）は、中国人民解放軍海軍が開発しているとされる弾道ミサイル原子力潜水艦。NATOコードネームは唐王朝に因んで唐級（Tang Class）。
094型（晋級）の後継となる艦級であり、2016年の米国国防総省のレポートでは、今後10年ほどで出現する可能性が見込まれている、としている。潜水艦発射弾道ミサイルの搭載数は、094型の12基に対し24基と増大し、ミサイル自体も新型となる可能性がある。
米国防総省は2020年9月1日に発表した、中国の軍事力についての年次報告書「2020 China Military Power Report」の中で、中国人民解放軍海軍が2030年までに094型原子力潜水艦（SSBN）（晋級）と現在開発中の最新の096型原子力潜水艦（唐級）を合わせてSSBN8隻を保有する可能性があると指摘した。
英国の軍事週刊誌ジェーンズ・ディフェンス・ウィークリーは、096型原子力潜水艦（唐級）の最初の2隻が就役するのが2025年から2030年になると予想している。